# 門控理論

在上圖中，非傷害性大直徑感覺纖維（橙色）比傷害性小直徑纖維（藍色）更活躍，因此抑制性中間神經元（紅色）的淨輸入為淨正。抑制性中間神經元對傷害性神經元和非傷害性神經元均提供突觸前抑制，從而減少傳遞細胞的興奮。在底部面板中，描繪了一個打開的“門”（從傳入細胞到傳輸細胞的自由流動信息）。當傷害性小直徑纖維（藍色）比非傷害性大直徑纖維（橙色）的活動更多時，就會發生這種情況。在這種情況下，抑制性中間神經元被沉默，從而解除了對傳輸細胞的抑制。這個“打開的門”允許傳輸細胞被激發，從而感知疼痛。

疼痛的門控理論（Gate Control Theory of Pain）指出，非疼痛感受的神經訊號輸入可以關閉「閘門」，阻止痛覺訊號傳入中樞神經系統。
疼痛的門控理論描述了非痛覺如何能夠超越和減輕痛覺。一種疼痛的傷害性刺激會刺激初級傳入纖維並通過傳輸細胞傳播到大腦。傳輸細胞的活動增加導致感知疼痛增加。相反，減少傳輸細胞的活動會減少感知到的疼痛。在門控制理論中，關閉的“門”描述了何時阻斷傳輸細胞的輸入，從而減少疼痛感。一個打開的“門”描述了何時允許輸入到傳輸細胞，因此允許疼痛感。
該理論於1965年由Ronald Melzack和Patrick Wall首次提出，為先前觀察到的心理學對痛覺的影響提供了生理學的解釋。門控理論融合特異性理論（specificity theory）和外圍模式理論（peripheral pattern theory）的觀點，並提供了調和兩者的神經科學觀點，為疼痛的科學觀點帶來革命性的進步。
儘管此理論仍未能全面的涵蓋疼痛的各個面向，例如部分經歷截肢手術的患者仍會在被截除的部位感到幻肢痛（phantom limb pain），這類屬於神經病變的疼痛仍尚未能以此理論解釋，但已經是現行最準確地解釋了疼痛感知的生理和心理方面的疼痛理論。
來自荷蘭的阿姆斯特丹大學研究員Willem Noordenbos（1910-1990）於1959年提出了一個模型，該模型包含兩種神經纖維：
- 快速傳遞訊號的神經：神經纖維較粗，具有髓鞘。
- 慢速傳遞訊號的神經：神經纖維較細，不具髓鞘。

其中，快速傳遞的訊號可以阻擋慢速傳遞神經的訊號進入。

## 可能機轉
門控理論認為，激活不傳遞疼痛信號的神經（稱為非傷害性纖維）可以乾擾來自疼痛纖維的信號，從而抑制疼痛。傳入疼痛感受神經，即那些將信號傳遞給大腦的神經，至少包含兩種纖維——一種快速、相對較粗、有髓鞘的“Aδ”纖維，可以快速傳遞劇烈疼痛的信息，以及一種小的、無髓鞘的、緩慢的“C”纖維”承載長期悸動和慢性疼痛的纖維。大直徑Aβ纖維是非傷害感受性的（不傳遞疼痛刺激）並抑制Aδ和C纖維的放電效應。
當它於1965年首次提出時，該理論遭到了相當大的懷疑。儘管不得不進行多次修改，但其基本概念保持不變。
羅納德·梅爾扎克（Ronald Melzack）和帕特里克·沃爾（Patrick Wall）在1965年的science中介紹了他們關於疼痛的門控理論。作者提出，細（疼痛）和大直徑（觸摸、壓力、振動）神經纖維都將信息從受傷部位傳送到脊髓的兩個目的地：將疼痛信號傳送到大腦的傳輸細胞，以及抑制性神經纖維。阻礙傳輸細胞活動的中間神經元。細纖維和大直徑纖維的活動都會激發傳輸細胞。細纖維活動阻礙抑制細胞（傾向於允許傳輸細胞發射），大直徑纖維活動激發抑制細胞（傾向於抑制傳輸細胞活動）。因此，抑制細胞中相對於細纖維活動的大纖維（觸摸、壓力、振動）活動越多，疼痛感就越小。作者畫了一張神經“電路圖”來解釋為什麼我們會拍打。他們不僅描繪了從損傷部位到抑制細胞和傳輸細胞並沿脊髓向上傳輸到大腦的信號，而且還描繪了從損傷部位直接向上脊髓到大腦的信號（繞過抑制和傳輸細胞）細胞），根據大腦的狀態，它可能會觸發信號返回脊髓以調節抑制性細胞活動（以及疼痛強度）。該理論為先前觀察到的心理學對痛覺的影響提供了生理解釋。
1968年，即門控理論被引入三年後，羅納德·梅爾扎克（Ronald Melzack）得出結論，疼痛是一種多維複合體，具有眾多的感覺、情感、認知和評價成分。Melzack的描述已被國際疼痛研究協會改編為現代疼痛定義。儘管神經結構的表述存在缺陷，但閘門控制理論是目前唯一最準確地解釋疼痛的生理和心理方面的理論。
門控理論試圖結束一個世紀之久的爭論，即疼痛是由特定神經元（特異性理論）還是由會聚體感子系統中的模式活動（模式理論）代表。儘管現在認為它在神經結構的呈現方面存在缺陷而被過度簡化，但門控制理論激發了許多疼痛研究，並顯著提高了我們對疼痛的理解。

## 治療用途
門控理論解釋了僅活化非痛覺性神經的刺激如何抑制疼痛，因為這類神經的活化抑制了椎板中痛覺性神經訊號發射，因此該理論的機制可用於止痛方面的治療。在經皮神經電刺激（Transcutaneous electrical nerve stimulation，TENS）中，非痛覺性纖維被電極選擇性地刺激，以產生這種效果，從而減輕疼痛。
大腦中參與減輕痛覺的區域之一是圍繞第三腦室及腦室系統的導水管周圍灰質。當訊號刺激該區域時，將會直接活化脊髓椎板中的傷害受器的下行神經通路（運動神經）來達到止痛的效果（但並非完全麻痺）。下行通路也會激活脊髓中存在鴉片受體的區域。
傳入通路相互建設性地干擾，因此大腦可以控制感知到的疼痛程度，在此基礎上忽略疼痛刺激以追求潛在的收益。隨著時間的推移，大腦會決定忽略哪些刺激是有利可圖的。因此，大腦非常直接地控制對疼痛的感知，並且可以被“訓練”以關閉不“有用”的疼痛形式。這種理解使梅爾扎克斷言疼痛在大腦中。
門控理論也是正念疼痛管理（Mindfulness-based pain management，MBPM） 的發展基礎。

## 也可以看看
- 神經矩陣理論（Neuromatrix Theory）